# Siglo III a. C.
El siglo III a. C. o siglo III a. e. c. (siglo tercero antes de la era común) comenzó el 1 de enero de 300 a. C. y terminó el 31 de diciembre del 201 a. C. Es parte de la denominada época clásica. 
En la cuenca mediterránea, las primeras décadas de este siglo se caracterizaron por un equilibrio de poder entre los reinos helenísticos en el este y el gran poder mercantil de Cartago en el oeste. Este equilibrio finalizó cuando surgió un conflicto entre la antigua Cartago y la República romana. En las décadas siguientes, la República cartaginesa fue humillada y luego destruida por los romanos en la primera y segunda guerra púnica. Después de la segunda guerra púnica, Roma se convirtió en el poder más importante en el Mediterráneo occidental y junto con la Antigua Grecia y el Antiguo Egipto en una de las potencias mundiales.

Aníbal cruza los Alpes durante la segunda guerra púnica

En el Mediterráneo oriental, el Imperio seléucida y el Reino ptolemaico, estados sucesores del imperio de Alejandro Magno, libraron una serie de guerras sirias por el control del Levante. En Grecia, la dinastía antipátrida de corta duración de Macedonia fue derrocada y reemplazada por la dinastía antigónida en 294 a. C., una casa real que dominaría los asuntos de la Grecia helenística durante aproximadamente un siglo hasta el punto muerto de la primera guerra de Macedonia contra Roma.. Macedonia también perdería la guerra de Creta contra la pólis griega de Rodas y sus aliados.
En la India, Ashoka gobernó el Imperio maurya. Las dinastías Pandya, Chola y Chera de la época clásica florecieron en el antiguo país tamil.
El periodo de los Reinos Combatientes en China llegó a su fin, con Qin Shi Huang conquistando a los otros seis estados nacionales y estableciendo la dinastía Qin de corta duración  el primer imperio de China, que fue seguido en el mismo siglo por el Han de larga duración. dinastía. Sin embargo, existió un breve interregno y una guerra civil entre los períodos Qin y Han conocidos como la disputa Chu-Han, que duró hasta 202 a. C. con la victoria final de Liu Bang sobre Xiang Yu.
En la península de Corea comenzó el período protohistórico. En el siglo siguiente, la dinastía Han conquistaría el reino Gojoseon del norte de Corea. Los Xiongnu estaban en el apogeo de su poder en Mongolia. Derrotaron a los chinos Han en la Batalla de Baideng en 200 a. C., marcando el comienzo del acuerdo tributario forzado Heqin y la alianza matrimonial que duraría varias décadas.

## Acontecimientos

### Guerras y política

#### República romana
- 280-275 a. C.: En el marco de la campaña por la conquista de Italia, Pirro, rey de Epiro, obtiene sobre los romanos las victorias de Heraclea y Asculum, si bien este triunfo le costó importantes bajas entre sus tropas. El nombre de Pirro servirá en adelante para referirse a una victoria militar inútil conocida como victoria pírrica.[1]
- 264-241 a. C.: primera guerra púnica. Como resultado de la misma, los cartagineses pierden las islas de Sicilia, Cerdeña y Córcega.
- 218-202 a. C.: segunda guerra púnica. Como resultado de la misma, los cartagineses pierden la península ibérica.
- 214-205 a. C.: primera guerra macedónica. Primer conflicto entre el Reino de Macedonia y la República romana.
- Sin fecha exacta:  
  - Como consecuencia de las guerras de conquista llegan enormes contingentes de esclavos a Roma Una de las inmediatas consecuencias fue la ruina de los pequeños agricultores y la concentración en enormes latifundios de la propiedad agraria.[1]
  - Se consolida, dentro de la administración romana, el cargo de cónsul. Los cónsules siempre eran dos y ocupaban el cargo durante un año. Negociaban las alianzas extranjeras, tenían el dominio sobre el Ejército, nombraban a los tesoreros y ejercían funciones judiciales. Los ciudadanos podían pedirles cuentas al final de sus mandatos.[1]

#### China
- 221 a. C.: en China se desarrolla la dinastía Qin.
- 221 - 204 a. C.: Construcción de la Gran Muralla china, fortificación que se extiende por 4.000 kilómetros a lo largo de la frontera norte y noroeste de China para detener las invasiones mongólicas. Su altura es de 6 a 8 metros y a intervalos tiene torres de 12 m. Fue reforzada en los siglos XIV a XV.[1]
- 220 - 210 a. C.: Construcción del complejo funerario de Qin Shi Huangdi. El ajuar mortuorio del emperador consistió en el enterramiento de más de 6.000 guerreros de tamaño natural en terracota, muchos de ellos con sus caballos. Los guerreros son un gran ejemplo del desarrollo en cuanto a armas y tácticas de mando, y del arte de los antiguos ceramistas chinos.[1]
- 206 a. C.: en China se desarrolla la dinastía Han occidental.
- Sin fecha exacta: Migraciones chinas y coreanas pueblan las islas que más tarde formarán Japón.[1]

#### Resto del Mundo
- 210 al 207 a. C.: Aníbal dirige sus fuerzas a Roma, pero debe abandonar su intento de tomarla. En 207 a. C. pide ayuda a su hermano Asdrúbal Barca, que es derrotado y muerto nada más llegar a Italia.[1]
- Sin fecha: 
  - El Imperio maurya de la India alcanza su mejor momento durante el reinado de Asoka. Convertido al budismo, envió misioneros al actual Sri Lanka, Indonesia, Asia Central, Egipto, Siria y Anatolia.[1]
  - El rey parto Arsaces funda la Dinastía de los Arsácidas y establece un Estado cuyos dominios coinciden, más o menos, con los del actual Irán.[1]

### Cultura
- 270 - 264 a. C.: Filosofía griega: Escuelas helenísticas del epicureísmo y el estoicismo. La primera fue fundada por Epicuro (f. 270 a. C.) y la segunda se debe a Zenón (f. en 264 a. C.), quien impartía sus clases en la Estoa Pecile, de donde deriva el nombre de su escuela filosófica.
- 254 - 184 a. C.: Da comienzo el periodo arcaico de la literatura latina. Destaca el comediógrafo Plauto (254-184 a. C.).
- 206 a. C.: en Alejandría (Egipto) se traduce la Biblia original hebrea (actualmente perdida) al griego. Las Biblias hebreas actuales son traducciones de esa traducción griega.
- Sin fecha exacta:
  - Arquímedes desarrolla sus estudios de hidrostática.
  - En Japón, durante este siglo y el siguiente, se desarrolla la cultura yayoi, una sociedad agrícola.
  - En Judea se escribe en idioma arameo el Libro de Tobit, que actualmente forma parte de la Biblia.
  - En la India se escriben los textos épicos del Mahabharata y el Ramayana, atribuidos a Viasa y a Valmiki, respectivamente.
  - En Tanagra se crean estatuillas.
  - Escuelas helenísticas en el arte.
  - La arquitectura civil romana introduce el peristilo, un patio rodeado de columnas, y el sistema de desagües del tejado, que desemboca en una cisterna subterránea del patio interior.[1]
  - Se funda en Alejandría, la célebre Biblioteca de Alejandría

## Personajes relevantes

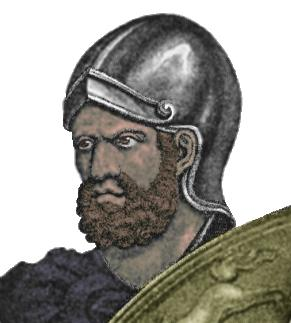
Aníbal Barca, general cartaginés.

- Amílcar Barca (275-228 a. C.): militar cartaginés, padre de Aníbal Barca.
- Aníbal Barca (247-183 a. C.): militar cartaginés, principal figura de la segunda guerra púnica.
- Antíoco III Megas (247-187 a. C.): rey seléucida.
- Apolonio de Perge (262-190 a. C.): geómetra y astrónomo griego.
- Apolonio de Rodas (295-230 a. C.: Poeta y gramático griego, director de la biblioteca de Alejandría. Autor de Los Argonautas, obra en la que plasma la historia de Jasón y la expedición de la nave Argo, y que presenta ya características de la novela.[1]
- Arcesilao (315-240 a. C.): filósofo griego y fundador de la Academia platónica.
- Arquímedes (287-212 a. C.): Fue el primero en aplicar las matemáticas a la ingeniería en el mundo griego. Definió la ley de la palanca, inventó la polea compuesta e ideó un método para calcular áreas y volúmenes.
- Asoka (304-232 a. C.): emperador de la India.
- Átalo I (269-197 a. C.): rey de Pérgamo y fundador de la dinastía atálida.
- Epicuro (341-270 a. C.): filósofo griego.
- Eratóstenes (276-194 a. C.): matemático, astrónomo y geógrafo griego.
- Euclides (325-265 a. C.): matemático y geómetra griego, apodado «El padre de la geometría».
- Filipo V de Macedonia (238-179 a. C.): rey de Macedonia y aliado de Cartago.
- Liu Bang (256/247-195 a. C.): primer emperador chino de la dinastía Han.
- Plauto (254-184 a. C.): comediógrafo romano.
- Ptolomeo II Filadelfo (308-246 a. C.): faraón egipcio, segundo de la dinastía Ptolemaica.
- Escipión el Africano (235-183 a. C.): militar y político romano.
- Qin Shi Huang (260-210 a. C.): emperador chino, fundador de la Dinastía Qin.
- Quinto Fabio Máximo (280-203 a. C.): dictador romano durante la segunda guerra púnica.
- Xun Zi (312-230 a. C.): filósofo chino.
- Zenón de Citio (333-264 a. C.): filósofo griego.